# Die Vermummten
Die Vermummten ist eine Novelle des deutschen Schriftstellers Stefan Andres, die 1937 im Erzählungsband Moselländische Novellen erschien. Die Geschichte spielt in Andres’ Heimat um Trittenheim an der Mosel und im angrenzenden Tal der Kleinen Dhron. Die Erzählung an sich ist auf Hochdeutsch geschrieben, während die handelnden Personen in wörtlicher Rede zumeist einen (gemäßigten) moselfränkischen Dialekt sprechen.

## Handlung
Am Fastnachtsdienstag 1888 erlauben sich die Dhrontaler Müllersöhne Nikla und Hanni einen folgenschweren Scherz. Im Rahmen des an diesem Tage traditionellen „Foaßbockens“ wollen sie Cari, die Tochter des Ortsvorstehers des Moselorts Bovisdorf, Peter Bärend, als Würmer verkleidet erschrecken. Statt ihrer verängstigen sie deren siebenjährigen Bruder Vitus derart, dass dieser in eine komaähnliche Starre verfällt. Nikla und Hanni entkommen unerkannt. Als Vitus nach einigen Tagen wieder zu sich kommt, zeigt sich, dass er einen irreparablen Schaden erlitten hat, und er wird in einer Nervenanstalt in Bonn untergebracht. Der ältere Nikla trägt erheblich an seiner Schuld und kümmert sich verstärkt um Cari, während Hanni die Sache leichter nimmt.
Im Folgejahr muss die Bovisdorfer Jugend erfahren, dass das „Foaßbocken“ im Dorf wegen des Ereignisses im Vorjahr nicht mehr gut aufgenommen wird. Der betrunkene Haufen Vermummter zieht daraufhin pöbelnd zu Bärends Haus. Cari, die der Gruppe an der Tür stehend den Eintritt ins Haus verwehrt, wird aus der Menge begrapscht. Da tauchen ihr Vater und Nikla auf und jagen die Leute mit Geißeln vom Hof. Einer der Betrunkenen stürzt dabei in die Jauchegrube und ertrinkt. Als Bärends Haus später in der Nacht mit Steinen beworfen wird, beschließt dieser, das Dorf zu verlassen.
Bärend zieht nach Trier, Cari auf die Dhrontaler Felsenmühle zu Nikla, Hanni und deren Mutter Ann. Da sich Bärend die Unterbringung in der Nervenanstalt nicht mehr leisten kann, zieht auch der weiterhin schwachsinnige Vitus auf die Mühle. Nikla versteckt bei aller Fürsorge seine Zuneigung zu Cari und fällt aus allen Wolken, als sich auf einmal eine Heirat zwischen Cari und Hanni ankündigt. Voll kaltem Zorn lauert er seinem Bruder auf, und als dessen Karren die Bergkuppe erreicht, lockert er die Bremsschrauben, sodass der Karren bergab auf die Pferde auffährt und umstürzt. Es stellt sich heraus, dass nicht nur Hanni betrunken auf dem Karren schlief, sondern auch Bärend, der beim Sturz unter dem Wagen begraben wird. Trotz des Todesfalles findet die Hochzeit bald darauf statt, woraufhin Nikla aus der Mühle fortzieht.
Nach ein paar Jahren wird Nikla zur Mühle zurückgerufen. Vitus hatte bei einem seiner gedankenlosen Späße Teile der Mühle in Brand gesetzt. Hanni war bei Löschversuchen in den eiskalten Bach gefallen und hatte sich dabei eine derart starke Erkältung zugezogen, dass er bald darauf daran stirbt. Nun wird im Dorf bekannt, dass Hanni einer der beiden „Foaßbocker“ des Jahres 1888 war – und damit sein Bruder Nikla der andere. Nikla gesteht Cari auch den fehlgeschlagenen Streich, der zum Tod ihres Vaters führte. Trotzdem lassen sich die beiden, durch ihr gemeinsames Schicksal gereift, nicht davon abbringen zu heiraten.

## Motive
Andres zeichnet in seiner Novelle ein kritisches Bild der dörflichen Gemeinschaft seiner Heimat, die er als von Klatsch und Tratsch, Aberglauben, Neugierde und Gedankenlosigkeit geprägt darstellt.

## Ausgaben
- im Sammelband (mit Die unglaubwürdige Reise des Knaben Titus, Der Menschendieb, Gäste im Paradies und Der Abbruch ins Dunkle): Moselländische Novellen, List Verlag, 1937 – 1964 (ab 1949: Gäste im Paradies. Moselländische Novellen)
- Einzelausgabe: Die Vermummten, Reclam 1959 – 1990.